# Johnny West il mancino
Johnny West il mancino è un film del 1965 diretto da Gianfranco Parolini.

## Trama
Johnny West è un pistolero infallibile alle prese con due criminali alla ricerca di una miniera d'oro.